# Stefan Bringezu
Stefan Bringezu (* 1958) ist ein deutscher Umweltwissenschaftler und war bis 2024 Direktor am Center for Environmental Systems Research der Universität Kassel (CESR). Er war von 2007 bis 2025 Mitglied des International Panel for Sustainable Resource Management („International Resource Panel“).

## Biografie
Stefan Bringezu studierte in Bayreuth Biologie mit den Schwerpunkten Ökologie, Mikrobiologie und Biochemie. Das Diplom erhielt er mit Auszeichnung. In Bayreuth promovierte er im Bereich der Ökosystemanalyse über Aspekte der Dichteregulation phytophager Insekten.
Von 1987 bis 1992 war Stefan Bringezu wissenschaftlicher Mitarbeiter am Umweltbundesamt in Berlin und legte im neu gegründeten Fachgebiet biozider Wirkstoffe im nichtagrarischen Bereich die Grundlagen für die Bewertung von Holzschutzmitteln, Antifoulings etc.
1992 schloss er sich dem neu gegründeten Wuppertal Institut für Klima, Umwelt, Energie an, wo er als Senior Research Fellow die Abteilung Stoffströme und Strukturwandel von Friedrich Schmidt-Bleek mit aufbaute.
Von 1997 bis 1998 übernahm er vertretungsweise den Lehrstuhl für Versorgungssysteme und planerischen Umweltschutz in der Fakultät Raumplanung der Universität Dortmund.
1999 habilitierte Bringezu an der Fakultät Umwelt und Gesellschaft bei Karl-Hermann Hübler an der TU Berlin.
Zum Wuppertal Institut zurückgekehrt, übernahm er 2003 nach dessen Umstrukturierung die Leitung der neu etablierten Forschungsgruppe Stoffströme und Ressourcenmanagement, die er bis 2017 innehatte.
2011 wurde Stefan Bringezu, nachdem er einen Ruf auf die Professur für Industrial Ecology abgelehnt hatte, als Professor für Nachhaltiges Ressourcenmanagement an die Universität Kassel berufen und zunächst im Rahmen einer Sonderprofessur Mitglied des Center for Environmental Systems Research (CESR).
2017 wechselte er vollständig zur Universität Kassel und wurde 2019 geschäftsführender wissenschaftlicher Direktor des CESR. Mit der Gründung des Kassel Institute for Sustainability, in dessen Gründungsdirektorium er mitwirkte, und der Integration des CESR unter diesem Dach wurde Bringezu 2022 Sprecher des Centers.

## Forschungsarbeiten
Als Mitglied der Holzschutzmittelkommission des Bundesgesundheitsamtes erstellte er Ende der 1980er Jahre einen erweiterten Katalog zur Einbeziehung umweltbezogener Bewertungskriterien, z. B. zum Auswaschungspotenzial von Holzschutzmitteln, und wirkte darauf hin, die verpflichtende Anwendung im Baubereich einzuschränken. Untersuchungen zu Unterwasseranstrichen bereiteten den Weg, den Einsatz von hochtoxischen Organozinnverbindungen zunächst für Sportboote zu verbieten.
Bereits am UBA wirkte Stefan Bringezu bei einer frühen Publikation zur Methode der Ökobilanzierung mit. Am Wuppertal Institut half er, das MIPS-Konzept von Friedrich Schmidt-Bleek zu entwickeln, das als Screening-Ökobilanz gedacht war. Er erstellte, gemeinsam mit Helmut Schütz, das erste Materialkonto für Deutschland, das in der Folge vom Statistischen Bundesamt übernommen wurde. Die Einbeziehung der „ökologischen Rucksäcke“ des Außenhandels führte zu Indikatoren (Total Material Requirement (TMR), Raw Material Input (RMI) etc.), die über internationale Vergleiche beispielgebend für die Abbildung der physischen Basis von Volkswirtschaften im globalen Kontext wurden. Sie fanden Eingang in Methodenrichtlinien von Eurostat und OECD zur Bestimmung der Ressourcenproduktivität von Ländern. Aktuell wird der Produktmaterialfußabdruck über die lebenszyklusweite Erhebung von RMI und TMR bestimmt.
Stefan Bringezu wandte sich in den 2000er Jahren dem Thema der Landnutzung zu und wies auf die Umwandlung von Naturflächen in den Tropen durch den Einsatz von Biokraftstoffen hin. Dies erweiterte er zu einer Gesamtschau der globalen Landnutzung für alle agrarischen und forstlichen Güter sowie bergbaulichen Rohstoffen und analysierte die Trends und Umweltbelastungen der weltweiten Landnutzung.
Ein Forschungsschwerpunkt ist die nachhaltige Gestaltung der Bioökonomie, wofür er insbesondere die weltweiten Klima- und Ressourcenfußabdrücke sowie die sozioökonomischen Fußabdrücke am Beispiel Deutschlands untersuchte.
Wie der sozio-industrielle Stoffwechsel der Zukunft aussehen und die Ressourcennutzung nachhaltig gestaltet werden kann, war und ist eine seiner zentralen Forschungsfragen. Hierzu entwickelte er Vorschläge für wissenschaftlich basierte Zielwerte („science-based targets“) globaler Ressourcennutzung, die sowohl auf nationaler als auch lokaler Ebene zur Orientierung herangezogen werden.
Stefan Bringezu widmete sich auch der systembasierten Analyse von Zukunftstechnologien. Insbesondere der Nutzung von CO2 als Rohstoff schreibt er eine Schlüsselrolle zu.
Seine theoretischen, empirisch untermauerten Arbeiten untersuchten den Mechanismus von Innovationen. Die Suche nach Sicherheit und Unabhängigkeit von proximaten Einschränkungen scheint dabei von wesentlicher Bedeutung zu sein.
Ein weiterer Schwerpunkt der Forschung von Stefan Bringezu lag und liegt in der Suche nach ressourceneffizienten und nachhaltigen Lösungen für den Baubereich. Die Anwendung von Messinstrumenten und Indikatoren der Klima-, Material-, Energie-, Land- und Wasserfußabdrücke wurde in vergleichenden Studien (z. B. zu Recycling- und Carbon-Beton), über software-basierte Verfahren für die Planung von Gebäuden und in Leitlinien für Ingenieure und Architekten pilothaft vorangetrieben.

## Wissenschaftskoordination und Politikberatung
1997/98 initiierte Stefan Bringezu das Netzwerk ConAccount, bei dem substanzfluss- und materialflussbasierte Forschungsgruppen zusammenkamen, eine gemeinsame Forschungsagenda erstellten und in der Folge regelmäßige Treffen organisierten. Das Netzwerk bildete einen Kern für Bildung der International Society for Industrial Ecology, die 2000 gegründet wurde.
2007 wurde Stefan Bringezu in das neu gegründete International Panel for Sustainable Resource Management (heute: International Resource Panel) berufen. Er koordinierte leitend drei Berichte: zu Biokraftstoffen, Landnutzung, Globaler Ressourcennutzung und trug wesentlich zur Etablierung eines regelmäßigen Hauptberichts des IRP bei.
Stefan Bringezu beriet über Projekte und Vorträge die deutsche Regierung vor der Einführung des Deutschen Ressourceneffizienzprogramms (ProgRess), das Europaparlament zur Reduktion der Biotreibstoffquoten, und über einen Expertkreis den Generaldirektor Umwelt der EU-Kommission, Janez Potočnik, zur Strategie der Kreislaufwirtschaft und Ressourceneffizienz.
Der Pilotreport zum Monitoring der deutschen Bioökonomie und das Web-Portal bioökonomie-monitoring.de dienen als Referenz für die Weiterentwicklung der Bioökonomiestrategie und der Biomassestrategie der deutschen Bundesregierung.

## Publikationen (Auswahl)
- 2000: Zukünftige Nutzung von CO2 als Rohstoffbasis in der deutschen Chemie- und Kunststoffindustrie. Eine Roadmap. doi: 10.17170/kobra-202002211019
- 2019: Toward Science-Based and Knowledge-Based Targets for Global Sustainable Resource Use. doi:10.3390/resources8030140
- 2020: Pilotbericht zum Monitoring der deutschen Bioökonomie. doi:10.17170/kobra-202005131255
- 2022: Das Weltbudget. Sichere und faire Ressourcennutzung als globale Überlebensstrategie.
- 2022: The World Budget. Safe and fair resource use for global survival and well-being.